# 小戈爾甘山

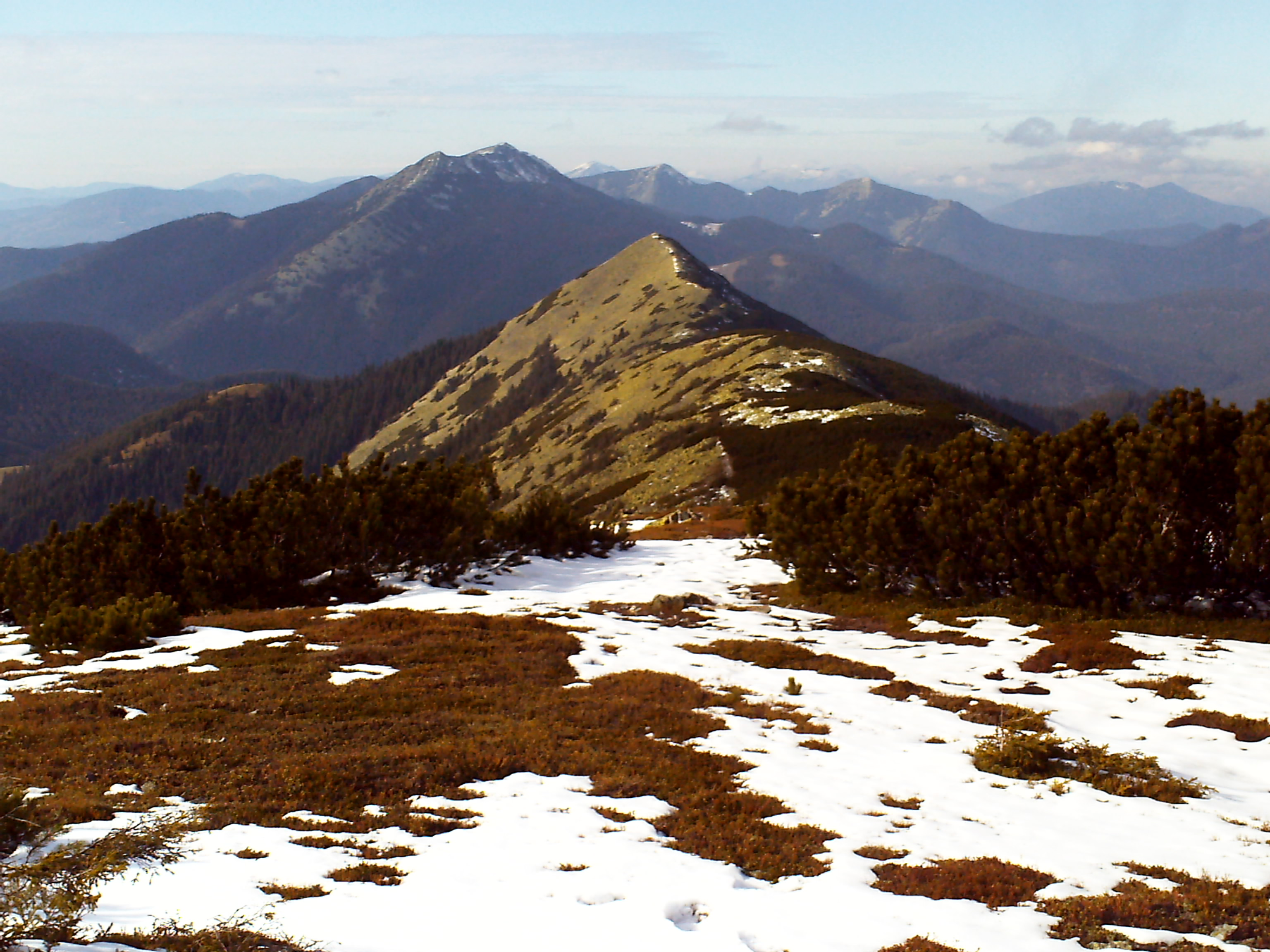

48°23′59.7″N 24°26′13.6″E / 48.399917°N 24.437111°E
小戈爾甘山'是烏克蘭的山峰，位於該國西部伊萬諾-弗蘭科夫斯克州，屬於烏克蘭喀爾巴阡山脈中戈爾加內山脈的一部分，海拔高度1,593米。